# Gustaf Söderström
Gustaf Fredrik Söderström (* 25. November 1865 in Stockholm; † 12. November 1958 in Lidingö) war ein schwedischer Leichtathlet und Tauzieher.
Söderström trat für Schweden bei den Olympischen Spielen 1900 im Diskuswurf und im Kugelstoßen an und konnte in beiden Wettbewerben den sechsten Platz belegen. Bei denselben Olympischen Spielen trat er noch zusammen mit anderen schwedischen und dänischen Sportlern in einer gemischten Mannschaft im Tauziehen gegen eine französische Mannschaft an und gewann mit ihr den Wettbewerb.